# Саутерн-Шопс (Південна Кароліна)
Саутерн-Шопс (англ. Southern Shops) — переписна місцевість (CDP) в США, в окрузі Спартанберг штату Південна Кароліна. Населення — 3663 особи (2020).

## Географія
Саутерн-Шопс розташований за координатами 34°58′56″ пн. ш. 81°59′27″ зх. д. / 34.98222° пн. ш. 81.99083° зх. д. (34.982149, -81.990922).  За даними Бюро перепису населення США в 2010 році переписна місцевість мала площу 9,26 км², з яких 9,23 км² — суходіл та 0,03 км² — водойми.

## Демографія
Згідно з переписом 2010 року, у переписній місцевості мешкало 3767 осіб у 1055 домогосподарствах у складі 722 родин. Густота населення становила 407 осіб/км².  Було 1220 помешкань (132/км²).
Расовий склад населення:
| - 51,8 % — білих - 17,0 % — чорних або афроамериканців - 1,2 % — азіатів - 0,8 % — корінних американців - 26,3 % — осіб інших рас |

До двох чи більше рас належало 2,9 %. Частка іспаномовних становила 40,7 % від усіх жителів.
За віковим діапазоном населення розподілялося таким чином: 26,9 % — особи молодші 18 років, 66,1 % — особи у віці 18—64 років, 7,0 % — особи у віці 65 років та старші. Медіана віку мешканця становила 30,4 року. На 100 осіб жіночої статі у переписній місцевості припадало 139,8 чоловіків;  на 100 жінок у віці від 18 років та старших — 157,5 чоловіків також старших 18 років.
Середній дохід на одне домашнє господарство  становив 29 561 долар США (медіана — 21 199), а середній дохід на одну сім'ю — 30 673 долари (медіана — 23 410). Медіана доходів становила 21 467 доларів для чоловіків та 23 000 доларів для жінок. За межею бідності перебувало 54,4 % осіб, у тому числі 68,1 % дітей у віці до 18 років та 10,0 % осіб у віці 65 років та старших.
Цивільне працевлаштоване населення становило 1247 осіб. Основні галузі зайнятості: виробництво — 25,9 %, мистецтво, розваги та відпочинок — 20,4 %, будівництво — 12,2 %, науковці, спеціалісти, менеджери — 9,9 %.